# Ville-d’Avray
 Ville-d’Avray ist eine französische Stadt mit 10.871 Einwohnern (Stand 1. Januar 2022) im Département Hauts-de-Seine in der Region Île-de-France. Die Einwohner werden Dagovéraniens genannt.

## Geographie
Ville-d’Avray liegt etwa 12 Kilometer westlich des Pariser Stadtzentrums. Angrenzende Gemeinden und Städte sind Sèvres, Marnes-la-Coquette, Saint-Cloud, Chaville, Viroflay und Versailles.

## Bevölkerungsentwicklung
| Jahr      | 1946  | 1954  | 1962  | 1968   | 1975   | 1982   | 1991   | 1999   | 2006   |
| Einwohner | 3.397 | 4.351 | 6.027 | 10.487 | 11.699 | 11.625 | 11.645 | 11.573 | 11.255 |

## Baudenkmäler
Siehe: Liste der Monuments historiques in Ville-d’Avray

## Persönlichkeiten

### Söhne und Töchter der Stadt
- Arthur de Gobineau (1816–1882), französischer Diplomat und Schriftsteller
- Boris Vian (1920–1959), französischer Schriftsteller, Jazztrompeter, Chansonnier, Schauspieler und Übersetzer

### Persönlichkeiten mit Bezug zur Stadt
- Augustin Jean Fresnel (1788–1827), französischer Physiker, in Ville-d’Avray gestorben
- Jean-Baptiste Camille Corot (1796–1875), französischer Maler, verbrachte schon als Kind die Wochenenden in Ville-d’Avray, wo sein Vater ein Landhaus gekauft hatte. Auch als Maler besuchte er den Ort gerne, da er hier Motive für seine Landschaftsmalerei fand, vor allem im Umkreis der Teiche. Außerdem malte er vier Fresken in der Kirche des Ortes.
- Jean Baptiste Édouard Detaille (1848–1912), französischer Schlachtenmaler, lebte in Ville-d’Avray

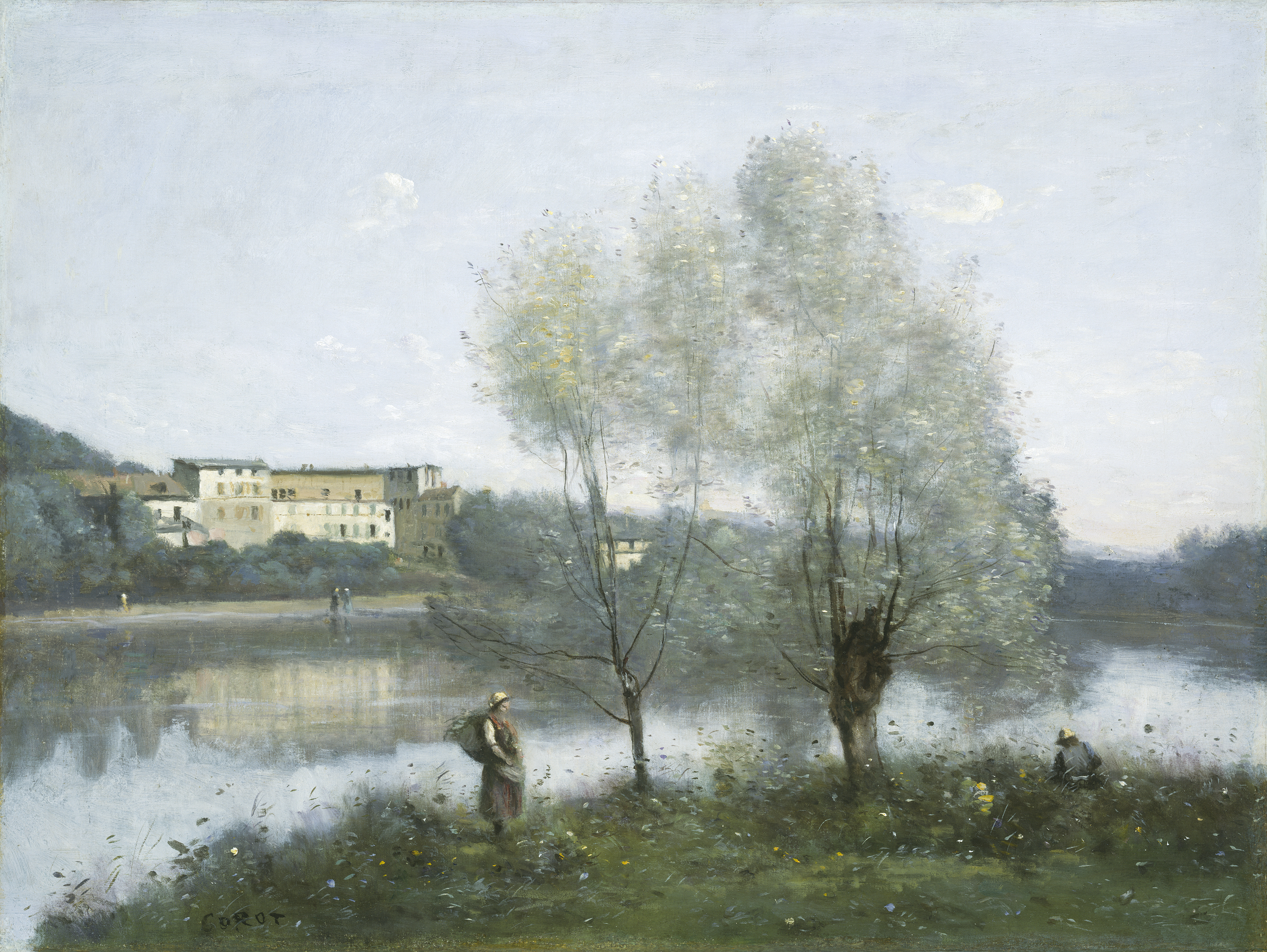
Jean-Baptiste-Camille Corot: Ville d’Avray, zirka 1867

- Léon Gambetta (1838–1882), französischer Politiker, in Ville-d’Avray gestorben
- Janet Scudder (1869–1940), US-amerikanische Bildhauerin und Malerin, lebte bis zum Zweiten Weltkrieg in Ville-d’Avray
- Jean Rostand (1894–1977), französischer Biologe und Schriftsteller, in Ville-d’Avray gestorben
- Yehudi Menuhin (1916–1999), US-amerikanisch geborener Violinist und Dirigent, lebte hier von 1931 bis 1934[1]
- Jean-Louis Petit (* 1937),  französischer Dirigent, Komponist, Organist und Pianist, Rektor der Ecole nationale de Musique et de Danse de Ville d'Avray und Organisator des Festival de Musique Française
- Isabelle Huppert (* 1953), französische Schauspielerin, verbrachte ihre Kindheit in Ville-d’Avray
- Richard Clayderman (* 1953), französischer Pianist, lebte zeitweise in Ville-d’Avray
- Mylène Farmer (* 1961), in Kanada geborene, französische Popsängerin, in Ville-d’Avray aufgewachsen

## Sonstiges

1907: Die Tour de France durchquert Ville-d'Avray

- Der Film Les dimanches de Ville d’Avray (dt. Sonntage mit Sybill), Regie: Serge Bourguignon (1962), Hauptrolle: Hardy Krüger, war 1964 in der Sparte „Musik“ (Maurice Jarre) für den Oscar nominiert.
- Die Teiche (Étangs) von Ville d’Avray, die auch Corot gemalt hatte, gehören zum nationalen Erbe Frankreichs. Sie versorgen die Brunnen im Schlosspark von Saint-Cloud mit Wasser.